# Vanikoro-Flughund

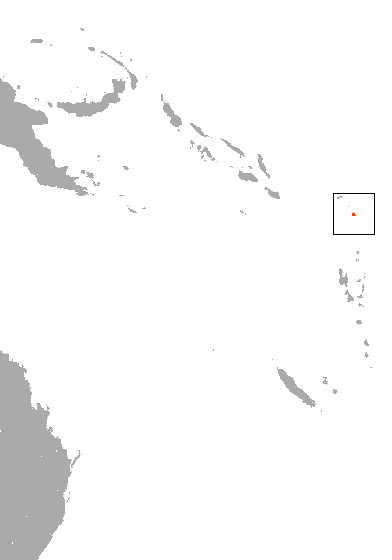
Verbreitungsgebiet des Vanikoro-Flughunds

Der Vanikoro-Flughund (Pteropus tuberculatus) ist eine vom Aussterben bedrohte Flughundart. Er ist auf der Salomonen-Insel Vanikoro endemisch und gilt als Lazarus-Taxon, da er zwischen 1926 und 2014 nicht gesichtet wurde.

## Merkmale
Das vom Erstbeschreiber Wilhelm Peters untersuchte Exemplar, ein Weibchen, das im Muséum national d’histoire naturelle aufbewahrt wird, hat eine Gesamtlänge von 170 mm. Die Kopflänge beträgt 55 mm, die Schnauzenlänge 20 mm, die Ohrenlänge 17 mm, die Ohrenbreite 12 mm, die Vorderarmlänge 120 mm und die Schienbeinlänge 48 mm. Bei fünf auf der Troughton-Expedition im Jahr 1926 gefangenen Männchen beträgt die Vorderarmlänge 112 bis 124,5 mm, die Schienbeinlänge 51,5 mm und die Ohrenlänge 18,5 bis 20,2 mm. Drei auf derselben Expedition gesammelte Weibchen haben eine Vorderarmlänge von 119,5 bis 125 mm, eine Schienbeinlänge von 49,5 bis 52 mm und eine Ohrenlänge von 18,5 bis 20 mm. Die Fellfarbe ist allgemein rostbraun. Der Oberkopf und das Schnauzenende sind blass ockergelb. Die Rückenhaare weisen hellere Spitzen auf. Analgegend und Schenkelhaut werden vollständig von der Behaarung verdeckt. Die Ohren sind auffallend kurz und außen an der Grundhälfte behaart.

## Vorkommen
Die Herkunft des Vanikoro-Flughunds war lange ungeklärt. In seiner Erstbeschreibung von 1869 schrieb Wilhelm Peters von einer unbekannten Herkunft. In einer Neubetrachtung durch Paul Matschie im Jahr 1899 wurden die Karolinen als Herkunftsort vermutet. Knud Andersen vermutete 1912 als Herkunftsort entweder Vanikoro oder Guam in den Marianen. Erst Ellis Le Geyt Troughton konnte Vanikoro zweifelsfrei als Herkunftsort bestimmen, nachdem er dort zwischen Juli und September 1926 zwölf Exemplare wiederentdeckt hatte.

## Lebensraum und Lebensweise
Lebensraum und Lebensweise sind noch nicht erforscht.

## Status
Die IUCN listet den Vanikoro-Flughund in der Kategorie „stark gefährdet“ (endangered). 2014 gelang einem Naturfotografen-Team des Ökotourismusunternehmens Heritage Expeditions die ersten Fotoaufnahmen des Vanikoro-Flughunds. Im Herbst 2015 wurden zwei weitere Exemplare beobachtet. Nachdem die Art jahrzehntelang als verschollen galt und großflächige Entwaldungen auf Vanikoro in den 1950er und 1960er Jahren zur Befürchtung Anlass gaben, dass der Vanikoro-Flughund bereits ausgestorben sei, wurde in den 1990er Jahren mit wissenschaftlichen Suchexpeditionen begonnen, die im Oktober 2014 erfolgreich verliefen.